# Dolophilodes madhyamika
Dolophilodes madhyamika is een schietmot uit de
familie Philopotamidae. De soort komt voor in het Oriëntaals gebied.